# 哈罗德·斯坦珀
哈罗德·斯坦珀（英語：Harold Stamper，1889年10月6日—1939年1月），英国男子足球运动员，司职中场。他曾代表英国国家队参加1912年夏季奥林匹克运动会足球比赛，获得一枚金牌。